# 類人類
類人類（humanoid /ˈhjuːmənɔɪd/；來自英語人類和-oid“類似”）是具有人形特徵的非人類實體。 在1870年，該詞最早的使用記錄是指歐洲人殖民地區的土著人民。 到了20世紀，該術語開始用於描述與人類骨骼在形態上相似但不相同的化石。
雖然這種用法在 20 世紀的大部分時間裡在科學界很常見，但現在被認為是罕見的。 更一般地說，該術語可以指具有明顯人類特徵或適應性的任何事物，例如前肢具有可對蹠的末端肢體（即拇指）、接收可見光譜的雙目視覺（即有兩隻眼睛）或生物力學蹠行雙足運動（即能以腳跟和蹠骨直立行走）。 科幻媒體經常將有感覺的地外生命形式描述為類人生物，作為趨同進化理論的副產品。

## 在理論趨同演化中

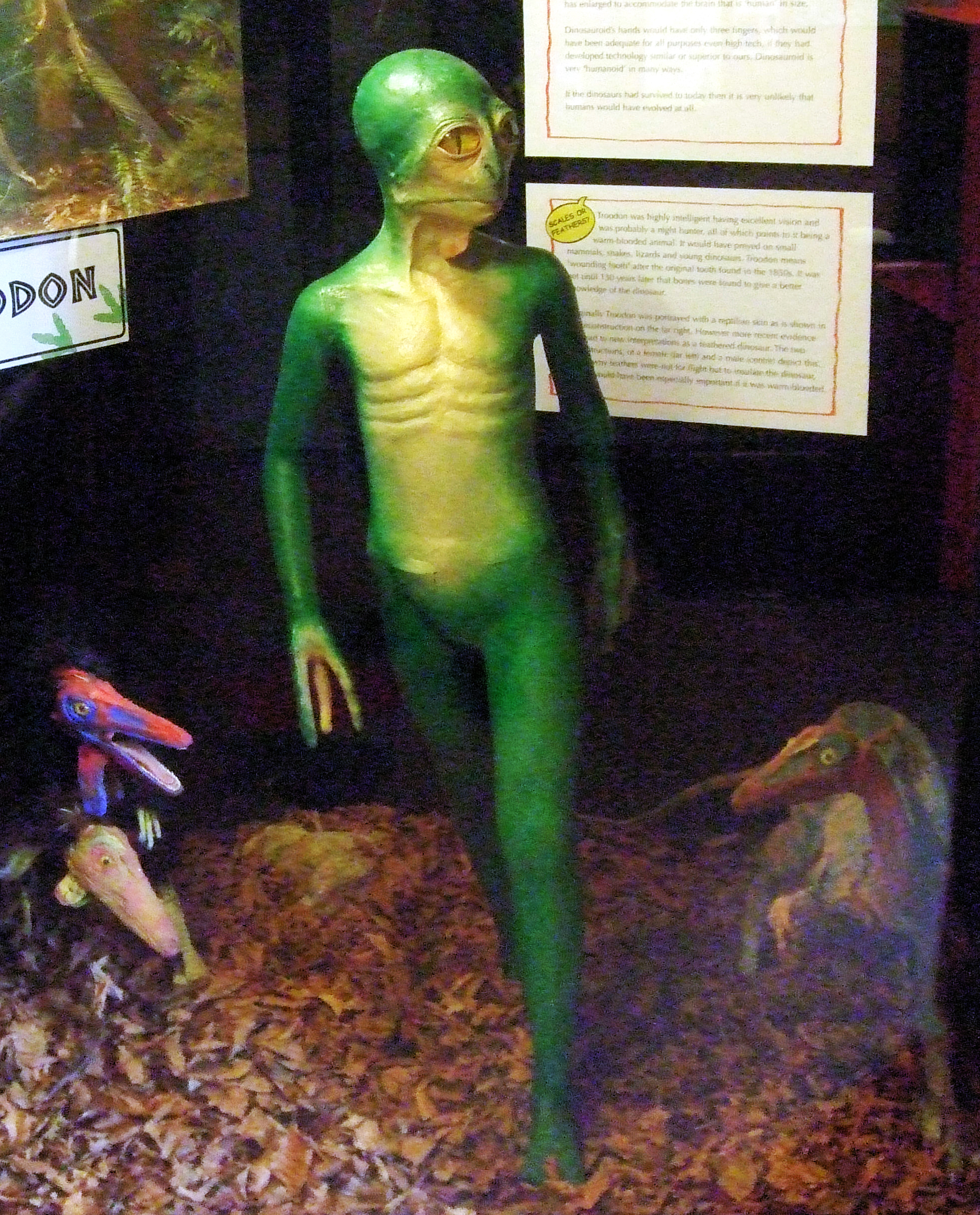
假想的恐龍模型（來源於多切斯特恐龍博物館）

儘管在人屬之外沒有已知的類人動物物種，但趨同進化理論推測不同的物種可能會進化出相似的特徵。類人動物的特徵可能包括智力，和雙足行走，以及其他類人的骨骼變化，這是由於類似的進化驅力。美國心理學家和恐龍智力理論家哈里傑里森提出了智能恐龍的可能性。在 1978 年美國心理學會的一次演講中，他推測 dromiceiomimus 可能已經進化成像人類一樣具高度智能的物種。斯蒂芬·傑·古爾德 (Stephen Jay Gould) 在他的著作《美好生活》(Wonderful Life) 中辯稱，如果將生活的磁帶重新上帶並回放，生活就會走上一條截然不同的道路。 西蒙·康威·莫里斯（Simon Conway Morris）反駁了這一論點，認為趨同是進化中的主導力量，並且由於所有生命居於相同的環境和物理限制下，因此將不可避免地朝著“最佳”軀體方向進化，進化在某些時候必然會朝向智力發展，即屬於靈長類、烏鴉和海豚的特徵。
1982年，渥太華加拿大國家博物館脊椎動物化石館長戴尔·罗素推測，如果恐龍傷齒龍沒有在6600萬年前的白堊紀 - 古近紀滅絕事件中滅絕，它可能採取的進化路徑，這表明它可能已經進化成與人類身體結構相似的智能生物，成為恐龍起源的類人生物。 拉塞尔指出，隨著地質時間的推移，恐龍的腦化商或EQ（與其他體重相同的物種相比的相對腦重）穩步增加。 羅素發現了第一個傷齒龍類頭骨，並指出，雖其智商仍低於人類，但高於其他恐龍六倍。如果傷齒龍進化的趨勢一直延續到現在，腦容量可達堪比人類的1100立方厘米。傷齒龍科動物的手指具若干操縱性，在一定程度上能夠抓握物體，並具有雙眼視覺。
羅素提出，這種“恐龍”與傷齒龍科的大多數恐龍一樣，應該有一雙大眼睛，每隻手有三個手指，其中一個手指會部分對立。與大多數現代爬行動物（和鳥類）一樣，其生殖器位於身體內部。羅素推測它需要一個肚臍，因為胎盤有助於大腦殼的發育。然而，它不會擁有乳腺，並且會像鳥類一樣以反芻的食物餵養牠的幼崽。他推測它的語言聽起來有點像鳥鳴。
自 1980 年代以來，羅素的思想實驗遭到了其他古生物學家的批評，其中許多人指出他的恐龍過於擬人化。 Gregory S. Paul (1988) 和 Thomas R. Holtz, Jr. 認為它是“可疑的人類”(Paul, 1988)，而 Darren Naish 認為，腦容量大、智商高的傷齒龍類動物會保留更為標準的獸腳類動物身體結構，具有水平姿勢和長尾巴，並且可能會像鳥一樣用鼻子和腳來操縱物體，而不是像人類一樣的“手”。

## 在科幻小說中
關於小說中的外星人，人形生物一詞最常用於指具有通常與人類相似的身體結構的外星人，包括直立和雙足行走，以及智力。
在許多科幻小說中，類人外星人數量眾多。 一種解釋是作者使用了他們所知道的唯一智能生命的例子，人類。在真人秀電視和電影中，使用類人外星人可以更容易地讓人類演員扮演外星人角色。動物學家山姆萊文的一項研究表明，外星人可能確實與人類相似，因為它們可能受到自然選擇的影響。萊文認為，可以預期這會產生構成任何有機體的合作系統的層次結構。 Luis Villazon指出，會移動的動物必然有正面和背面。與地球上的動物一樣，當它們在那裡遇到刺激時，感覺器官往往會聚集在前面，形成一個頭部。腿減少摩擦，雙腿對稱使協調更容易。維拉宗認為，有意識的有機體可能會使用工具，在這種情況下，它們需要雙手和至少另外兩條肢體才能站立。簡而言之，雖然章魚狀或海星狀的身體也是可能的，但總體上可能是人形。 邁克·沃爾（Mike Wall）提出了相反的觀點，他認為能夠與人類接觸的智能外星人很可能已經達到了允許他們將自己發展成機器的階段。
對於類人生物的豐富性，已經提供了幾種宇宙內的解釋。其中一個更常見的是，故事中的類人生物是在類地行星或天然衛星上進化的，完全獨立於地球上的人類。然而，一些作品提供了另一種解釋：
在《星際迷航》中，給出的解釋是，一個原始的類人文明，即古代類人，在銀河系中播種了基因工程細胞，以引導眾多世界上的生命進化為類人形式。 在電視劇Stargate SG-1中，Jaffa被解釋為是Goa'uld為適應他們的目的而培育的人類的十萬年分支，因此他們的外表和生理幾乎與人類相似，而許多其他“外星人”角色實際上是被Goa'uld從地球上帶走的人類奴隸的後裔。經過 10 萬多年的適應，任何被隔離在多個星球上的人類肯定會在地球人看來是“外星人”。同樣，在其衍生節目《星際之門亞特蘭蒂斯》中，對幽靈的類人外觀提供的解釋是，幽靈是從一種寄生蟲進化而來的，這種寄生蟲在以人類為食後將人類 DNA 整合到自己的基因組中，從而賦予了幽靈現在的形態。

## 相关
- 亞人
- 類人型機器人
- 人造人
- 外星人
- 怪人